# Tonlesapia tsukawakii
Tonlesapia tsukawakii es una especie de peces de la familia Callionymidae en el orden de los Perciformes.

## Morfología
• Los machos pueden llegar alcanzar los 3,4 cm de longitud total.
- Número de  vértebras: 20.[1]

## Hábitat
Es un pez  de mar y de clima tropical y bentopelágico.

## Distribución geográfica
Se encuentra en el lago Tonlé Sap (Camboya ).

## Observaciones
Es inofensivo para los humanos